# Chlorophorus glabromaculatus
Chlorophorus glabromaculatus är en skalbaggsart som först beskrevs av Johann August Ephraim Goeze 1777.  Chlorophorus glabromaculatus ingår i släktet Chlorophorus och familjen långhorningar. IUCN kategoriserar arten globalt som livskraftig.
Artens utbredningsområde är Frankrike. Inga underarter finns listade i Catalogue of Life.